# Digital wellbeing

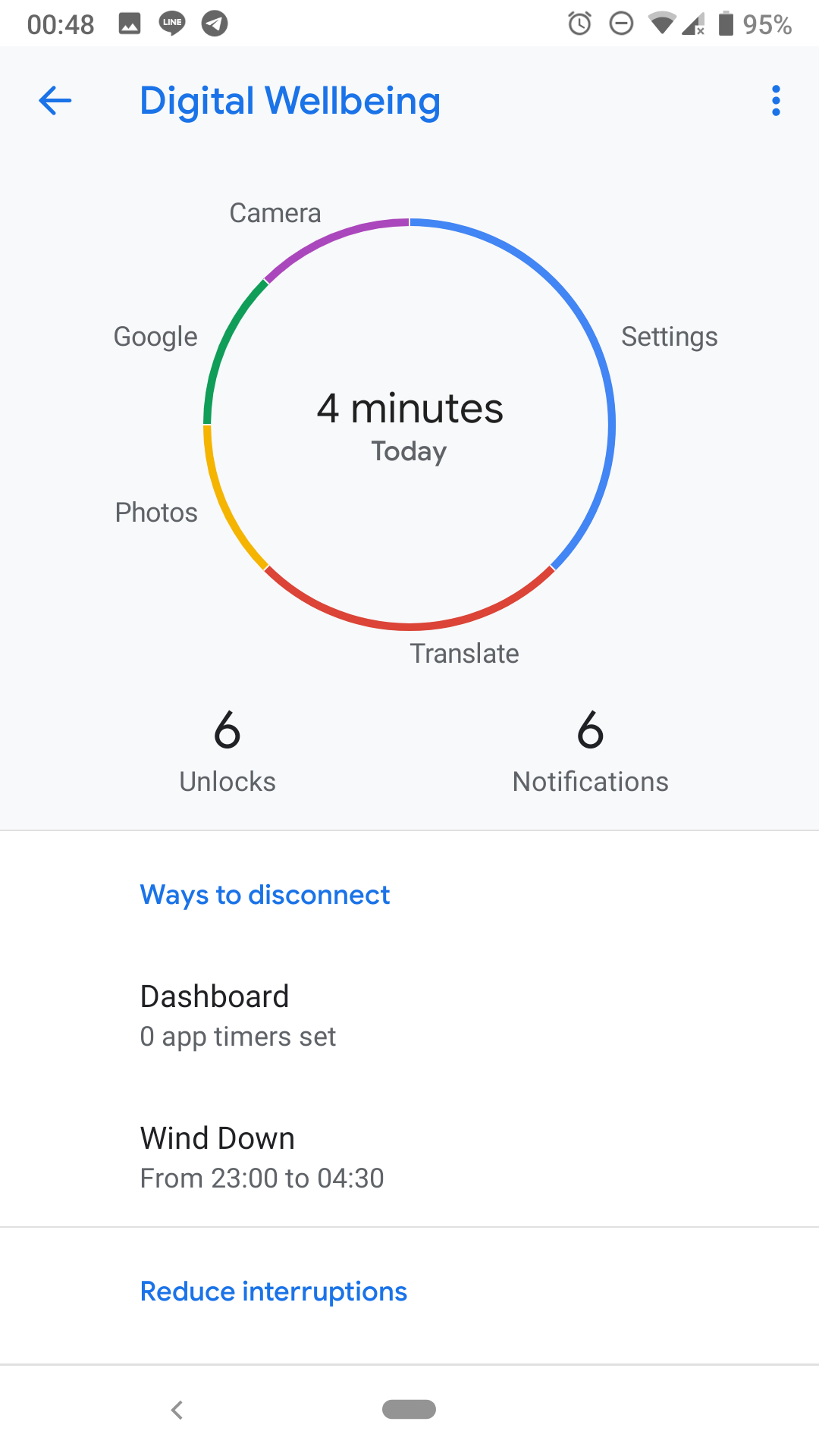
La funzione "Digital Wellbeing" di Android Pie.

Il digital wellbeing o benessere digitale è uno stato di buona salute psicofisica derivante da un rapporto sano con le tecnologie digitali. Nel primo studio italiano sull'argomento il concetto di digital wellbeing è definito come "uno stato dove viene preservato il benessere soggettivo in un ambiente caratterizzato dalla sovrabbondanza di comunicazione digitale". Questo si ottiene tramite comportamenti volti a garantire uno stato di salute psico-fisico adeguato e un equilibrio tra attività online e vita reale, creando consapevolezza per un corretto utilizzo degli strumenti informatici e per il controllo dei loro effetti.
All'interno del concetto di benessere digitale molta rilevanza viene data al modo in cui gli utenti del web riescono a gestire la sovrastimolazione che deriva dalla "connessione permanente". Quest'ultima si è creata per la sovrapposizione di Internet, social media e media mobili (in primis lo smartphone). La percezione di usare i media digitali troppo o troppo compulsivamente è diffusa e distribuita in modo ineguale nella popolazione. Esiste un dibattito che lega le problematiche della connessione permanente alla didattica digitale, in cui si afferma che la necessità di un "benessere digitale" non è stata presa sufficientemente in considerazione nel processo di digitalizzazione della scuola. Una sperimentazione dell'Università di Milano-Bicocca ha mostrato che un percorso strutturato di educazione al digital wellbeing può migliorare il benessere soggettivo degli studenti e diminuire il sovrautilizzo dello smartphone.
Nel 2018 Google ha introdotto applicazioni per aiutare gli utenti a monitorare il proprio benessere digitale.